# Секретан, Луи
Габриэль Абрам Самуэль Жан Луи Секретан (фр. Gabriel Abraam Samuel Jean Louis Secretan; 1758—1839) — швейцарский государственный деятель, юрист и миколог. Названия видов, впервые использованные им, не считаются действительными, если они не были приняты другими микологами.

## Биография
Луи Секретан родился 5 сентября 1758 года в городе Лозанна в Швейцарии. В 1780 году он окончил Тюбингенский университет со степенью доктора права. В 1798—1799 и 1826—1827 Секретан был президентом нескольких кантонов Швейцарии. Также Секретан работал юристом, был адвокатом Анны де Сталь, Бенжамена Констана и Жака Неккера. Секретан принимал участие в формировании кантона Во в 1803 году. В 1831 году Луи Секретан был назначен президентом суда апелляционной инстанции. В 1833 году были изданы три тома книги Секретана под названием Mycographie suisse. Названия грибов, опубликованные в этой книге, не считаются действительными, так как Секретан не придерживался правил именования ботанических таксонов — больше половины описанных видов вместо биномиальных названий имели триномиальные. Луи Секретан скончался 24 мая 1839 года в Лозанне.

## Некоторые научные работы
- Mycographie suisse, 1833

## Растения и грибы, названные в честь Л. Секретана
- Secretania Müll.Arg., 1866 [syn.  Minquartia Aubl., 1775]
- Agaricus secretanii Fr., 1838, nom. nov.
- Agaricus secretanii Rabenh., 1844, nom. illeg. [syn.  Limacella sp. Earle, 1909]
- Cortinarius napus f. secretanii Rob.Henry, 1943
- Cortinarius pseudorugulosus var. secretanii Rob.Henry, 1987
- Hygrophorus secretanii Henn., 1887, nom. nov.
- Lepiota medullata var. secretanii C.Martin, 1899
- Marasmiellus ramealis var. secretanii Singer, 1973
- Pholiota secretanii Fr., 1838
- Scindalma secretanii Kuntze, 1898, nom. nov. [syn.  Hapalopilus rutilans (Pers.) Murrill, 1904]
- Sphaeria secretanii Heer, 1855
- Trametes secretanii G.H.Otth, 1866, nom. nov. [syn.  Oxyporus populinus (Schumach.) Donk, 1933]